# Kukmor
Kukmor (russisch Ку́кмор; tatarisch Кукмара Kukmara) ist eine Stadt in der Republik Tatarstan (Russland) mit 16.918 Einwohnern (Stand 14. Oktober 2010).

## Geographie
Die Stadt liegt im Wolgagebiet etwa 120 Kilometer (Luftlinie) nordöstlich der Republikhauptstadt Kasan, unmittelbar an der Grenze zur Oblast Kirow. Bei Kukmor mündet der Bach Nurminka in das Flüsschen Oschtorma, das wiederum bei der zehn Kilometer nordöstlich gelegenen Stadt Wjatskije Poljany der Wjatka zufließt.
Kukmor ist Verwaltungszentrum des nach ihm benannten Rajons Kukmorski.

## Geschichte
Die belegte Geschichte des Ortes beginnt am Anfang des 17. Jahrhunderts, als an der Kurminka wenige Kilometer oberhalb des Dorfes Kukmor (später Bolschoi Kukmor), bei der heutigen Ansiedlung Schiloi Rudnik, eine Kupfererzlagerstätte entdeckt wurde. Unweit des Dorfes entstanden mehrere Kupferhütten, genannt Sawod Kukmor („Werk Kukmor“) oder nach der Siedlung Taischewo auch Taischewski Sawod.
Die Hütten waren – mit Unterbrechung infolge des Pugatschow-Aufstandes – bis in die erste Hälfte des 19. Jahrhunderts in Betrieb; die letzte schloss 1851 nach Erschöpfung der Erzvorräte. Danach entstand an ihrer Stelle ein kleiner Betrieb zur Herstellung von Kupfergefäßen und -geschirr. Bis zum Ende des Jahrhunderts wurde der nun Russki Kukmor genannte Ort zu einem regionalen Handels- und Handwerkszentrum, so durch Gründung mehrerer Herstellungsstätten für Schuhwerk, insbesondere Filzstiefel (russisch „Walenki“).
1924 wurde die Eisenbahnstrecke Moskau–Kasan–Jekaterinburg durch Kukmor geführt. 1928 erhielt der Ort den Status einer Siedlung städtischen Typs und am 27. April 2017 die Stadtrechte.
| Jahr | Einwohner |
| ---- | --------- |
| 1897 | 1.047     |
| 1939 | 6.818     |
| 1959 | 7.510     |
| 1970 | 11.247    |
| 1979 | 13.173    |
| 1989 | 14.731    |
| 2002 | 16.764    |
| 2010 | 16.918    |

Anmerkung: Volkszählungsdaten

## Kultur und Sehenswürdigkeiten
In der Stadt sind verschiedene Fabrik- und Verwaltungsgebäude aus der zweiten Hälfte des 19. Jahrhunderts erhalten, so das Haus des Fabrikanten Komarow und die Fabriken von Rodygin und Wolodin. Seit 1995 besitzt Kukmor ein Heimatmuseum.
In der Umgebung gibt es verschiedene archäologische Fundstätten aus der Zeit der Goldenen Horde und des Khanates Kasan.
In mehreren umliegenden Dörfern befinden sich Moscheen (Katschimir, Assan-Jelga, Maskara, Urasajewo) und Kirchen aus dem 18. und 19. Jahrhundert, so die von 1811 bis 1822 erbaute Peter-Pauls-Kirche (Петропавловская церковь/Petropawlowskaja zerkow) in Tankino, gelegen in einem der Siedlungsgebiete der so genannten Keräschen (russisch krjascheny), zum orthodoxen Christentum übergetretener Tataren und Missionierungszentrum im 19. Jahrhundert.

## Wirtschaft und Infrastruktur
In der Stadt gibt es Betriebe für Baukeramik, Kupfergeschirr sowie Filz- und Wollerzeugnisse. Letztere haben ihren Ursprung in den hier im 19. Jahrhundert begründeten Unternehmen.
Kukmor liegt an der Eisenbahnstrecke Moskau–Kasan–Jekaterinburg (Streckenkilometer 929). Straßenverbindung besteht unter anderem zur nach Kirow führenden Regionalstraße R169 bei Wjatskije Poljany sowie nach Westen über Schemordan und Arsk nach Kasan.